# Borgoforte
Borgoforte es un municipio de 3.278 habitantes de la provincia de Mantua.

## Evolución demográfica
| Gráfica de evolución demográfica de Borgoforte entre 1861 y 2001 |
|                                                                  |
| Fuente ISTAT - elaboración gráfica de Wikipedia                  |

- Datos: Q42337
- Multimedia: Borgoforte (Borgo Virgilio) / Q42337

1. ↑  «Codici Catastali». Comuni-italiani.it (en italiano). Consultado el 29 de abril de 2017.